# شهرستان لیبرتی (مونتانا)
شهرستان لیبرتی، مونتانا (به انگلیسی: Liberty County, Montana) یک سکونتگاه مسکونی در ایالات متحده آمریکا است که در ایالت مونتانا واقع شده‌است.

## خصوصیات
شهرستان لیبرتی ۳٬۷۴۷٫۷۳ کیلومترمربع مساحت دارد.